# Rakovec (Metlika, Slovenija)
Rakovec je naselje u slovenskoj Općini Metliki. Rakovec se nalazi u pokrajini Dolenjskoj i statističkoj regiji Jugoistočnoj Sloveniji. 

## Stanovništvo
Prema popisu stanovništva iz 2002. godine naselje je imalo 35 stanovnika.